# Gergely Karácsony

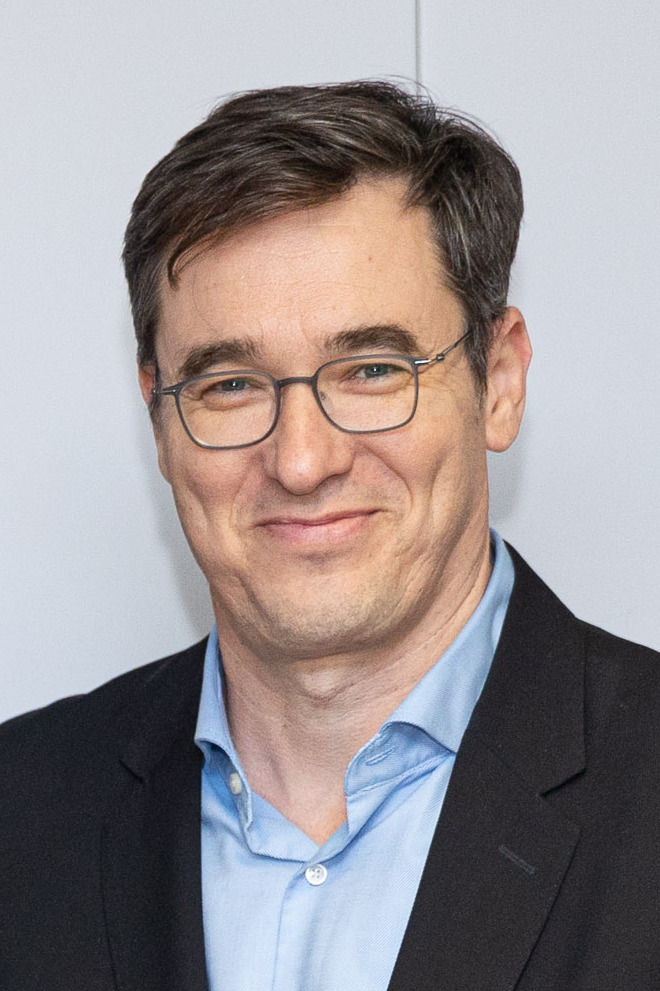
Gergely Karácsony (2024)

Gergely Szilveszter Karácsony (* 11. Juni 1975 in Fehérgyarmat, Komitat Szabolcs-Szatmár-Bereg) ist ein ungarischer Politikwissenschaftler und Politiker. Er ist seit 2014 Ko-Vorsitzender der Partei Párbeszéd („Dialog“) und seit Oktober 2019 Oberbürgermeister von Budapest. Zuvor war er von 2010 bis 2014 Abgeordneter zur Nationalversammlung und von 2014 bis 2019 Bürgermeister des XIV. Budapester Stadtbezirks Zugló. Bei der Parlamentswahl 2018 trat er als Spitzenkandidat der Mitte-links-Wahlallianz von MSZP und Párbeszéd an. Er war Kandidat für die Vorwahl der Premierministerkandidatur der vereinigten Opposition im September–Oktober 2021 für die Parlamentswahl 2022, erzielte in der ersten Runde der Vorwahl das zweitbeste Ergebnis, verzichtete dann jedoch zugunsten von Péter Márki-Zay auf die Teilnahme an der entscheidenden Stichwahl.

## Leben
Gergely Karácsony wuchs in Nyírtass und Debrecen auf und besuchte dort das Gymnasium, bevor er von 1995 bis 2000 an der Eötvös-Loránd-Universität Budapest Soziologie studierte. Anschließend arbeitete er für das Meinungs- und Marktforschungsunternehmen Medián. Parallel hatte Karácsony ab 2004 einen Lehrauftrag am politikwissenschaftlichen Institut der Corvinus-Universität Budapest und war dort von 2008 bis 2012 egyetemi adjunktus (entspricht einem Assistenzprofessor). Zu seinen Forschungsschwerpunkten zählen Wahlverhalten und -kampagnen, politische Meinungsforschung sowie Wahlsysteme.
Unter den sozialistischen Ministerpräsidenten Medgyessy und Gyurcsány war Karácsony von 2002 bis 2008 als Berater für die ungarische Staatskanzlei tätig. Ein Jahr später trat er der neu gegründeten grünen Partei Lehet Más a Politika (LMP) bei und leitete deren Kampagne für die Parlamentswahl 2010. Der LMP gelang mit 5,3 % der Stimmen auf Anhieb der Einzug ins Parlament, in das Karácsony über die Regionalliste Budapest einzog. Er übernahm anschließend gemeinsam mit Benedek Jávor und Tímea Szabó den Fraktionsvorsitz.
Vor der Parlamentswahl 2014 spaltete sich eine Gruppe um Jávor, Szabó und Karácsony von der LMP ab, nachdem diese auf ihrem Parteitag alle Anträge zur Kooperation mit anderen Oppositionsparteien abgelehnt hatte. Sie gründeten die Partei Párbeszéd Magyarországért (Dialog für Ungarn, PM), die sich zur Wahl dem Mitte-links-Bündnis Összefogás anschloss. Karácsony trat als Direktkandidat des Bündnisses im XVI. Budapester Bezirk an, unterlag dort allerdings Kristóf Szatmáry von Fidesz.
Nachdem Benedek Jávor im Mai desselben Jahres der Einzug ins Europäische Parlament gelungen war, übernahm Karácsony seinen Posten als Ko-Vorsitzender des PM. Bei den Kommunalwahlen im Oktober 2014 kandidierte er für Együtt–PM bei der Wahl zum Bezirksbürgermeister des Budapester Stadtbezirks Zugló, wo er sich mit 42,3 % der Stimmen gegen den Fidesz-Kandidaten durchsetzte.
Im Dezember 2017 wurde Karácsony als Spitzenkandidat des Wahlbündnisses von MSZP und Párbeszéd für die Parlamentswahl 2018 nominiert, nachdem der MSZP-Vorsitzende László Botka von dieser Position zurückgetreten war. Laut einer Medián-Umfrage im folgenden Monat wurde er als beliebtester Politiker der ungarischen Opposition eingestuft. Das Wahlbündnis erreichte bei der Wahl nur 11,9 % der Stimmen, worauf Karácsony auf sein Parlamentsmandat verzichtete, um sich auf die Arbeit als Bezirksbürgermeister zu konzentrieren.
Im Vorfeld der Kommunalwahlen im Oktober 2019 ging Karácsony als Sieger der ersten Vorwahlen der Oppositionsparteien um den Oberbürgermeisterposten von Budapest hervor. Er setzte sich gegen die Kandidaten von MSZP, Demokratikus Koalíció und Momentum durch, die ihn bei der Hauptwahl daraufhin alle unterstützten. Auch die LMP unterstützte Karácsony offiziell. Jobbik unterstützte Karácsony nicht direkt, erklärte aber, „das Ergebnis der Vorwahlen zu akzeptieren“ und keinen anderen Kandidaten zu unterstützen. Am 13. Oktober 2019 wurde Karácsony mit 50,86 % der Stimmen zum Bürgermeister Budapests gewählt und löste den bisherigen Amtsinhaber István Tarlós von der Regierungspartei Fidesz ab.
Am 28. Juni 2025 richtet Karácsony den Budapester Christopher Street Day, der als Versammlung polizeilich verboten war, aus und erklärte ihn zur Umgehung des Verbots als kommunale Feier. Die Polizei begann Anfang Juli 2025 mit Ermittlungen gegen ihn.